# Аширов Алім Масалійович
Алімджан Масалійович Аширов (узб. Олимжон Масалиевич Аширов/Olimjon Masaliyevich Ashirov, рос. Алимджан Масалиевич Аширов; 25 січня 1955 року; Ташкент, Узбецька РСР, СРСР — 11 серпня 1979 року, Дніпродзержинськ, Українська РСР, СРСР) — радянський і узбецький футболіст, захисник.

## Біографія
Є вихованцем РУОР імені Г. Тітова в Ташкенті. Всю свою кар'єру провів у складі ташкентського «Пахтакора». 11 серпня 1979 року трагічно загинув разом з командою в авіакатастрофі над Дніпродзержинськом. Після авіакатастрофи посмертно нагороджений званням Майстра спорту СРСР. За всю свою кар'єру у складі «Пахтакора» Аширов зіграв у 149 матчах і забив п'ять голів.
Разом з деякими загиблими членами команди похований у Ташкенті на Боткінському цвинтарі, де їм поставлено пам'ятник.

## Досягнення
- Переможець Першої ліги СРСР: 1972
- Срібний призер Першої ліги СРСР: 1977
- Бронзовий призер Першої ліги СРСР: 1976